# Kleiner Thüringer Wald
Als Kleiner Thüringer Wald wird das Berg- und Hügelland in Thüringen bezeichnet, welches sich im Raum südwestlich von Suhl und nordwestlich von Schleusingen erstreckt und bis zu einer Linie im Bereich Schmeheim–Bischofrod–Gethles–Rappelsdorf reicht.
Die Bezeichnung „Kleiner Thüringer Wald“ wurde ursprünglich von den Geologen für einen (kleinen) Bereich des betreffenden Gebietes eingeführt, der geologisch dem eigentlichen Thüringer Wald gleicht. Im Laufe der Jahre hat sich aber der Begriff Kleiner Thüringer Wald im Selbstverständnis der Bewohner und auch sonst in der öffentlichen Wahrnehmung dahingehend gewandelt bzw. erweitert, so dass er heute zu einem geografischen Namen für das Berg- und Hügelland im Dreieck Suhl – Schmeheim/Dillstädt – Schleusingen geworden ist.
Aus geologischer Sicht wird als Kleiner Thüringer Wald nur ein zwei Kilometer breiter Streifen der Kerngesteine des Thüringer Waldes bezeichnet, der im südwestlichen Vorland des Gebirges aus den Ablagerungen der Trias emportaucht. Im Nordwesten des Landkreises Hildburghausen erstreckt sich dieser Bereich nordwestlich von Schleusingen, bei Rappelsdorf beginnend, über Gethles, Ahlstädt, Bischofrod, Keulrod, Eichenberg bis nördlich des Sandberges bei Grub.

## Geologische Struktur
Der Kleine Thüringer Wald ist im geologischen Sinne der kleine Bruder des großen Thüringer Waldgebirges, das sich in gleicher Richtung von Südost nach Nordwest nördlich von ihm erstreckt und aus dem Thüringer Wald und dem Thüringer Schiefergebirge gebildet wird. Er setzt sich aus denselben Gesteinen zusammen wie diese beiden Gebirge. Im Erdaltertum entstanden, sind es Granite, zu Hornfels umgewandelter Tonschiefer, Porphyre, Sedimente des Rotliegenden und des Zechsteins. Somit ist er auch Teil des ehemaligen variszischen Gebirges, das als Vorgängergebirge der mitteleuropäischen Mittelgebirge gilt.
Als während der Kreidezeit und des Tertiärs aufgrund gewaltiger tektonischer Vorgänge das Thüringer Horstgebirge emporgehoben wurde, geschah das auch mit der Grundgebirgsscholle des Kleinen Thüringer Waldes. Die Randverwerfungen, die in herzynischer Richtung verlaufen, sind dabei nicht nur entlang der großen Gebirgsscholle entstanden, sondern auch im Vorland. Allerdings sind diese beim Kleinen Thüringer Wald viel kleinräumiger und weisen eine wesentlich geringere Sprunghöhe auf.
Der Kleine Thüringer Wald befindet sich inmitten des südthüringisch-fränkischen Triasvorlandes und ist von dessen bewaldeten Buntsandsteinhöhen umgeben, die ihn überragen. Er liegt nordwestlich von Schleusingen und erstreckt sich in herzynischer Richtung in einer Länge von ca. 11 km und einer wechselnden Breite von 1 bis 2 km auf einer durchschnittlichen Höhe von 460 m. Im Süden wird er von der Wiedersbacher Verwerfung begrenzt. Mit Ausnahme der Randverwerfung westlich von Gethles bis Bischofrod, ist der Kleine Thüringer Wald allseitig von Zechstein eingeschlossen. Seine nördlichste Begrenzung wird durch den Sandberg bei Grub markiert, da dort noch Reste von Zechstein zutage treten. Das Grundgebirge tritt entlang der Randverwerfung zwischen Gethles und Bischofrod an die Oberfläche.
Das südthüringisch-fränkische Triasvorland gliedert sich in Buntsandstein, Muschelkalk und Keuper, die in ihrer Abfolge das Landschaftsbild bestimmen. Eine weitere Besonderheit, quasi in der Verlängerung des Kleinen Thüringer Waldes, stellt der Marisfelder Graben dar. Das ist eine geologische Störungszone, in der die Gebirgsscholle abgesunken ist, so dass Keuper auf dem Niveau des Muschelkalks zu liegen kommt. Sie erstreckt sich bis zum Dolmar nordwestlich von Kühndorf, dessen Basaltlava in den Spalten der Störungszone aufgestiegen ist.
Diese Störungszonen, der Kleine Thüringer Wald und der Marisfelder Graben, unterbrechen also die Triaslandschaft. Sie bilden nach Norden die Grenze zum Buntsandsteinbergland und nach Süden zu den Höhen aus Muschelkalk.

## Erwerbsquellen in Landwirtschaft und Bergbau
Die Bodenbeschaffenheit dieses Landstrichs erlaubt eine ertragreiche Bewirtschaftung. So waren die Siedlungen des Kleinen Thüringer Waldes, Rappelsdorf, Gethles, Ahlstädt, Bischofrod, Keulrod und Eichenberg, in der Vergangenheit durch die Landwirtschaft geprägt. Rings um diese wird der Boden auch heute noch landwirtschaftlich genutzt.
Flussspat, Schwerspat und Brauneisenstein, die an der Randspalte des Kleinen Thüringer Waldes während der Gebirgsbildung in heißen Lösungen aufgestiegen waren, führten vom 17. bis in das 20. Jahrhundert immer wieder zu Bergbauversuchen, deren Ausbeute auf die Dauer aber nicht lohnend war und die oft an den schwierigen Grundwasserverhältnissen scheiterten.
Schwerpunkte waren der Osthang des Steinberges bei Ahlstädt, der Ahlstädter Grund, der Kuhberg bei Gethles und zwischen Bischofrod und Eichenberg. Im Ahlstädter Grund trifft man heute noch zwei Stollenmundlöcher an.
In neuerer Zeit (1956 bis 1959) durchgeführte geologische Vorerkundungen erbrachten den Befund, dass große Mengen an Schwerspat in guter Qualität abgebaut werden könnten. Dies ist bis heute aber nicht geschehen.

## Herkunft des Namens und seine Verwendung
In der Literatur ist auch die Bezeichnung der „merkwürdige Kleine Thüringer Wald“ gebräuchlich. Der Grund dafür ist darin zu suchen, dass inmitten einer Buntsandsteinscholle Gesteinsmaterial aus dem Paläozoikum an die Oberfläche gedrungen ist. Der Thüringer Geologe Heim bezeichnete als Erster diesen Gesteinskomplex als Modell des Thüringer Waldes. Aus seiner Bezeichnung führten Emmrich und Pröscholdt den Namen in die Literatur ein, von wo er dann ein gewisses Eigenleben bekam und sich von seinem ursprünglichen Zusammenhang löste (s. u.). Der Name darf jedoch nicht im geografischen Sinne verstanden werden, da der Kleine Thüringer Wald nicht durch besondere Geländeformen in Erscheinung tritt. Auf topographischen Karten wird der Begriff nicht verwendet.
Laut Thüringer Landesverwaltungsamt Weimar existiert kein rechtskräftig unter Schutz gestelltes Landschaftsschutzgebiet Kleiner Thüringer Wald, auch wenn in einigen Veröffentlichungen immer wieder auf ein solches verwiesen wird. Anfang der 1990er Jahre war dieses zwar beantragt worden, aber es wurde nie etabliert. Allerdings ist damit offensichtlich auch nicht der oben beschriebene kleine Gesteinskomplex gemeint gewesen, sondern die nördlich und nordwestlich von ihm aufragenden bewaldeten Höhenzüge des Buntsandsteins mit Donnersberg, Schleusinger Berg, Schneeberg, Kesselberg, Galgenberg, Eichenberg (hier der Berg), Ehrenberg usw. In diversen Wanderkarten werden diese Höhenzüge sogar mit Kleiner Thüringer Wald bezeichnet. Folgt der Wanderer diesen Karten und erklimmt beispielsweise den Schneeberg ausgehend von Bischofrod oder Eichenberg, dann hat er, dort oben angekommen, sein Ziel Kleiner Thüringer Wald schon lange hinter sich gelassen.

## Nachweise
1. ↑  Frühzeitliche Relikte im und um den Kleinen Thüringer Wald. Abgerufen am 31. Oktober 2018.
2. ↑  Lange Bahn im Kleinen Thüringer Wals. Abgerufen am 31. Oktober 2018.
3. ↑  Website Schmeheim: Schmeheim gehört zum Kleinen Thüringer Wald. 31. Oktober 2018, abgerufen am 31. Oktober 2018.
4. ↑  Marisfeld im Bereich des „Kleinen Thüringer Waldes“. In: Website Verwaltungsgemeinschaft Feldstein. Abgerufen am 31. Oktober 2018.
5. ↑  Erhard Köhler: Ländliches Leben in Südthüringen. Abgerufen am 31. Oktober 2018.
6. ↑  Wichtshausen. Abgerufen am 31. Oktober 2018.
7. ↑  Lange-Bahn-Lauf. Abgerufen am 31. Oktober 2018.
8. ↑  Martin Meschede: Geologie Deutschlands. Springer, Berlin, Heidelberg 24. März 2015, Deutschland im Perm und Mesozoikum, S. 103–159.
9. ↑  Maximilian Tornow: Die Geologie des Kleinen Thüringer Waldes. Schade, 1907.